# Drymarchon corais
Drymarchon corais är en ormart som beskrevs av Boie 1827. Drymarchon corais ingår i släktet Drymarchon och familjen snokar.
Arten förekommer i Sydamerika från Colombia och Venezuela till Paraguay och norra Argentina. Honor lägger ägg.

## Underarter
Arten delas in i följande underarter:
- D. c. corais
- D. c. erebennus
- D. c. margaritae
- D. c. orizabensis
- D. c. rubidus
- D. c. unicolor